# Merita Dabulla
Merita Dabulla (ur. 18 stycznia 1957 w Tiranie) – albańska aktorka.

## Życiorys
Po ukończeniu klasy baletowej liceum artystycznego Jordan Misja rozpoczęła w 1976 studia na wydziale aktorskim Instytutu Sztuk w Tiranie. Po ich ukończeniu w 1980 rozpoczęła pracę w Teatrze Opery i Baletu, a następnie w Teatrze Ludowym i w Cyrku Narodowym. Po ukończeniu studiów prowadziła zajęcia dla studentów Instytutu Sztuk w Tiranie z zakresu pantomimy. W 1979 r. zadebiutowała na dużym ekranie rolą żony kupca w filmie Balonat. Zagrała w 7 filmach fabularnych. Występowała także w telewizji albańskiej, jako prezenterka programu rozrywkowego E Shtuna Humor (Sobota z humorem).
W 1993 wyjechała wraz z rodziną do Grecji. Tam podjęła współpracę z czasopismami, wydawanymi przez emigrantów albańskich. Zagrała też cztery role epizodyczne w filmach greckich, występowała także w reklamach.

## Role filmowe
- 1979: Balonat jako żona kupca
- 1979: Përtej mureve të gurta jako partyzantka
- 1983: Dora e ngrohtë jako ślicznotka
- 1986: Dy herë mat
- 1986: Kur hapen dyert e jetës jako żona przewodniczącego
- 1988: Pesha e kohës jako Lushi
- 1989: Edhe kështu edhe ashtu